# Phthiracarus parapocsi
Phthiracarus parapocsi är en kvalsterart som beskrevs av Wojciech Niedbała 200. Phthiracarus parapocsi ingår i släktet Phthiracarus och familjen Phthiracaridae. Inga underarter finns listade i Catalogue of Life.